# 洛馬馬 (加利福尼亞州)
洛馬馬（英語：Loma Mar）是位於美國加利福尼亞州聖馬刁縣的一個人口普查指定地區。

## 地理
洛馬馬的座標為37°16′16″N 122°18′27″W / 37.27111°N 122.30750°W，而該地最高點為海拔高度264米（即866英尺）。

## 人口
根據2010年美國人口普查的數據，洛馬馬的面積為4.493平方千米，均為陸地。當地共有人口113人，而人口密度為每平方千米25人。